# نوآوای دم‌سرخ
نوآوای دم‌سرخ (نام علمی: Newtonia fanovanae) نام یک گونه از سرده نوآواها است.